# Hein Vergeer
Pour les articles homonymes, voir Vergeer.
Henricus Coenradus Nicolaas "Hein" Vergeer, né le 2 mai 1961 à Reeuwijk, est un patineur de vitesse néerlandais.

## Biographie
Hein Vergeer a commencé sa carrière en 1980 et se révèle à partir de 1985 lorsqu'il remporte successivement les Championnats du monde toutes épreuves à Hamar et Championnats d'Europe toutes épreuves à Eskilstuna. En 1986, il est de nouveau titré au niveau mondial à Inzell et européen à Oslo.
Il a également participé à deux éditions des Jeux olympiques, en 1984 à Sarajevo et en 1988 à Calgary, avec comme meilleur résultat une dixième place sur 1 000 mètres en 1984 .
En 1985, il a reçu le Prix Oscar Mathisen et en 1986, il a été désigné sportif néerlandais de l'année.

## Palmarès
| Compétition                               | Or        | Argent    | Bronze |
| Championnats du monde toutes épreuves     | 1985 1986 |           |        |
| Championnats d'Europe toutes épreuves     | 1985 1986 |           | 1987   |
| Championnats des Pays-Bas toutes épreuves | 1986 1987 | 1985      |        |
| Championnats des Pays-Bas de sprint       | 1984 1985 | 1983 1986 | 1988   |

## Records personnels
| Distance      | Temps          | Année |
| ------------- | -------------- | ----- |
| 500 mètres    | 37 s 79        | 1987  |
| 1 000 mètres  | 1 min 14 s 62  | 1988  |
| 1 500 mètres  | 1 min 53 s 88  | 1987  |
| 5 000 mètres  | 6 min 54 s 91  | 1986  |
| 10 000 mètres | 14 min 39 s 05 | 1986  |